# ذي حبشان (ذي السفال)

تعديل مصدري - تعديل

ذي حبشان محلة تابعة لقرية ذي سماعيل، التابعة لعزلة ذي الحود ومعاين بمديرية ذي السفال إحدى مديريات محافظة إب في الجمهورية اليمنية، بلغ تعداد سكانها 175 حسب تعداد اليمن لعام 2004.